# Saint-Georges-le-Gaultier
Saint-Georges-le-Gaultier település Franciaországban, Sarthe megyében. Lakosainak száma 519 fő (2022. január 1.). Saint-Georges-le-Gaultier Saint-Paul-le-Gaultier, Mont-Saint-Jean, Douillet, Sougé-le-Ganelon, Saint-Mars-du-Désert és Saint-Germain-de-Coulamer községekkel határos.

## Népesség
A település népessége az elmúlt években az alábbi módon változott:
| Lakosok száma | 515  | 526  | 537  | 531  | 534  | 536  | 530  | 525  | 519  |
|               | 2013 | 2015 | 2016 | 2017 | 2018 | 2019 | 2020 | 2021 | 2022 |